# Arsenał (film 1929)
Arsenał (ros. Арсенал, Arsienał) – radziecki film niemy z 1929 roku. Jego tematem jest bolszewickie powstanie robotnicze w Kijowie w 1918 r.

## Obsada
- Siemion Swaszenko jako Timosz
- Amwrosij Buczma jako niemiecki żołnierz w okularach
- Gieorgij Chorkow jako żołnierz Armii Czerwonej
- Dmitrij Erdman jako niemiecki oficer
- Siergiej Pietrow jako niemiecki żołnierz
- Andriej Michajłowski jako nacjonalista
- Nikołaj Kuczinski jako Petlura
- Osip Mierłatti jako aktor Sadowski
- A. Jewdakow jako car Mikołaj II